# Max Christiansen (Politiker)
Max Christiansen (* 17. April 1907; † 10. März 1980 in Ost-Berlin) war ein deutscher Politiker der Blockpartei CDU der DDR. Er war von 1960 bis 1966 dort Vorsitzender des Bezirksverbandes Neubrandenburg.

## Leben
Christiansen, Sohn eines Architekten, begann nach dem Besuch der Volksschule eine Tischlerlehre, die er jedoch nicht beendete. Er arbeitete einige Zeit als Landarbeiter und diente von 1927 bis 1937 in der Reichswehr und in der Wehrmacht. Von 1937 bis 1945 arbeitete er als Lohnbuchhalter, Einkäufer und Wirtschaftsverwalter.
Nach 1945 war Christiansen in der Stadtverwaltung von Boizenburg tätig. 1946 wurde er Mitglied der CDU und war von 1946 bis 1948 Stadtverordneter und Mitglied des Rates der Stadt Boizenburg. Von 1952 bis 1957 leitete er die Abteilung Landwirtschaft beim Rat der Stadt Boizenburg. Von 1957 bis 1960 wirkte er als stellvertretender Vorsitzender des Rates des Kreises Hagenow. Im Mai 1960 wurde Christiansen als Nachfolger von Emma Heinrich zum Ersten Vorsitzenden des Bezirksverbandes Neubrandenburg der CDU gewählt. Im Oktober 1966 wurde er von Dietrich Lehmann auf diesem Posten abgelöst. Er war später als stellvertretender Abteilungsleiter beim Sekretariat des CDU-Hauptvorstandes tätig. Christiansen war zudem Abgeordneter des Bezirkstages Neubrandenburg, von 1964 bis 1968 Nachfolgekandidat des Hauptvorstandes der CDU, Mitglied der Bezirksleitung des Deutschen Kulturbundes und des Bezirksausschusses Berlin der Nationalen Front.

## Auszeichnungen
- Ehrennadel der Nationalen Front
- Verdienstmedaille der DDR
- Medaille für ausgezeichnete Leistungen
- Otto-Nuschke-Ehrenzeichen in Bronze und in Silber (1965)
- Ernst-Moritz-Arndt-Medaille (1966)
- Vaterländischer Verdienstorden in Bronze (1977)

## Schriften
- Anspornende Leistungen unserer Genossenschaftsbauern. In: 15 Jahre DDR. 15 Jahre Mitarbeit der Christlich-Demokratischen Union. Parteileitung der Christlich-Demokratischen Union, Berlin 1964, S. 36ff.